# 三寶 (賽馬)

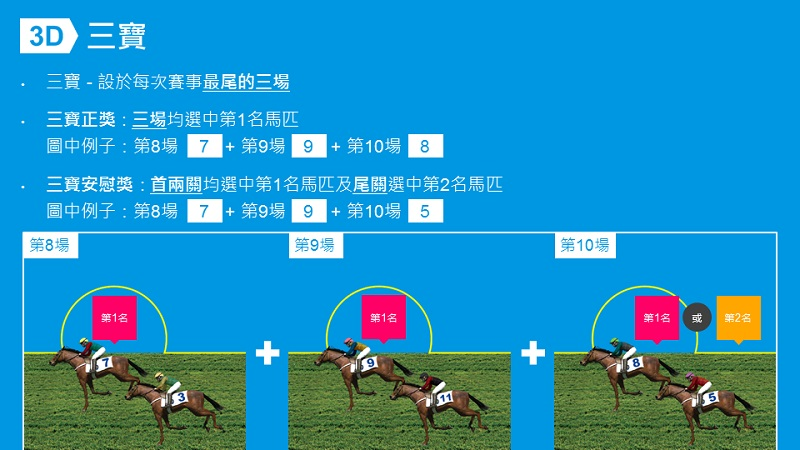

三寶是香港賽馬其中一個多場賽事的投注種類，由香港賽馬會接受投注，澳門賽馬會亦接受香港賽事的三寶投注 。派彩分有「正獎」及「安慰獎」，在最尾的三場賽事中均選中第一名馬匹可獲得正獎。在最尾的三場賽事中，第一關及第二關均選中第一名馬匹及第三關選中第二名馬匹可獲得安慰獎。2023年，香港賽馬會宣佈新增多一口三寶彩池。由4月23日開始，無論日馬或夜馬賽事，第一口三寶均為第三場至第五場，而第二口三寶照舊為最後三場。

## 投注金額
每注最低投注金額為港幣或澳門幣$10。
在香港，若每票投注總額達港幣$100或以上，可以靈活玩方式投注，而每注最低投注金額為港幣$1。
假如每場賽事盡皆選取五隻馬匹，投注金額如下：
以每注$10計算
5 x 5 x 5 (HK$10)= HKD $1,250
以每注$1計算
5 x 5 x 5 (HK$1)= HKD $125

## 投注方法
投注方法分為單式投注和複式投注，單式投注是於指賽馬日指定3場場次當中，每場自選任何1匹馬匹編號。複式投注是於指賽馬日指定3場場次當中，其中一場自選任何2匹或以上馬匹編號。

## 中獎方法
派彩分有正獎跟安慰獎，在最尾的三場賽事中均選中第一名馬匹可獲得正獎。在最尾的三場賽事中，第一關及第二關均選中第一名馬匹及第三關選中第二名馬匹可獲得安慰獎。

## 派彩紀錄
正獎
最高派彩紀錄於1979年1月24日產生，馬匹分別為首關火星皇、次關獲快龍及尾關真好運。
派彩524,311元。
最低派彩紀錄於2018年1月21日產生，馬匹分別為首關平湖之星、次關當家精選及尾關以奇用兵。
派彩39元派彩紀錄 （页面存档备份，存于）東網-馬經.</ref>。
安慰獎
最高派彩紀錄於2011年10月30日產生，馬匹分別為首關富貴金龍、次關加州萬里及尾關清風送爽。
派彩112,199元。
最低派彩紀錄於2021年3月3日產生，馬匹分別為首關喜盈寶、次關疾風勁草及尾關喜駿駒。
派彩11元派彩紀錄 （页面存档备份，存于）東網-馬經.</ref>。

## 外部連結
- 香港賽馬會的官方網站（页面存档备份，存于）
- 澳門賽馬會（页面存档备份，存于）

## 資料來源
1. ↑  平分彩金彩池 （页面存档备份，存于）香港賽馬會.
2. ↑  澳門賽馬會接受香港三寶彩池 .   [2017-03-31]. （原始内容存档于2017-03-31）.
3. 1 2 3 4  派彩紀錄 （页面存档备份，存于）東網-馬經.